# MacDonnellovo pohoří
MacDonnellovo pohoří (anglicky  MacDonnell Ranges) je největší horský systém ve střední Austrálii, v teritoriu Northern Territory. Nejvyšší horou je Mount Zeil (1 531 m), dalšími nejvyššími vrcholy jsou Mount Liebig (1 524 m) a Mount Sonder (1 380 m).

## Geografie
Pohoří se rozkládá od západu k východu v délce přibližně 650 km a zaujímá plochu okolo 39 300 km². Mezi horskými hřebeny se nachází široká plochá údolí. Hřebeny jsou přerušovány soutěskami, které vznikly erozí a odplavením měkčích sedimentů.

## Geologie
Stáří pohoří se odhaduje na 300 až 350 miliónů let. Pohoří je tvořeno kvarcity (které způsobují zbarvení dočervena), dále žulami, vápenci, pískovci, prachovci a dalšími horninami.